# Ndjoumbe
Ndjoumbe ou Ndjoumbi est un village de la région du Centre du Cameroun. Il est localisé dans l'arrondissement (commune) de Minta, département de la Haute-Sanaga. On y accède par la piste rurale qui lie Sandja à Esimeyong.

## Population et société
En 1963, la population de Ndjoumbe était de 160 habitants. Ndjoumbe comptait 87 habitants lors du dernier recensement de 2005. La population est constituée pour l’essentiel de Baboute.